# Hasely Crawford Stadium
Das Hasely Crawford Stadium in Port of Spain ist das größte Stadion des karibischen Inselstaates Trinidad und Tobago. Das im Jahre 1980 erbaute Stadion hat ein Fassungsvermögen von 27.000 Plätzen.

## Geschichte
Ursprünglich trug das Stadion den Namen National Stadium. Im Jahre 2001 wurde das Stadion für die U-17-Weltmeisterschaft renoviert und nach dem Leichtathleten Hasely Crawford benannt. Crawford gewann bei den Olympischen Sommerspielen 1976 in Montreal eine Goldmedaille im 100-Meter-Lauf und war damit der erste Athlet aus Trinidad und Tobago, der eine olympische Goldmedaille gewann. Im Jahre 2010 war das Hasely Crawford Stadium eines von fünf Spielorten der U-17-Fußball-Weltmeisterschaft der Frauen.
Das Hasely Crawford Stadium ist die Heimspielstätte der Fußballvereine Defence Force FC, Police FC und San Juan Jabloteh. Darüber hinaus trägt die Fußballnationalmannschaft von Trinidad und Tobago ihre Heimspiele im Hasely Crawford Stadium aus.